# Enargia diluta
Enargia diluta är en fjärilsart som beskrevs av Edward Alfred Cockayne 1951. Enargia diluta ingår i släktet Enargia och familjen nattflyn. Inga underarter finns listade i Catalogue of Life.